# Высший Судебный Совет Республики Казахстан
Высший судебный совет Республики Казахстан (каз. Қазақстан Республикасының Жоғары Сот Кеңесі) — автономное государственное учреждение и орган, обеспечивающий конституционные полномочия президента Республики Казахстан по формированию судов, соблюдению гарантий независимости судей и их неприкосновенности.

## История
Высший Судебный Совет Республики Казахстан был создан в 1995 году в качестве консультативно-совещательного органа в рамках реформирования судебной системы. Совет возглавляет президент Республики Казахстан, а с 1998 года его полномочия возложены на председателя Совета. В состав Совета вошли председатель Верховного суда, генеральный прокурор, председатель Конституционного совета, министр юстиции, а также депутаты Сената, судьи, другие лица, назначенные президентом.
В 2008—2015 годах члены Высшего судебного совета работали как учреждение без статуса юридического лица, назначаемое главой государства. В этот период полномочия Совета были значительно расширены, так как на него была возложена вся функция распределенных квалификаций Коллегии юстиции.
С 2016 года Высшему судебному совету законодательно предоставлен статус автономного государственного учреждения. В целях обеспечения качества работы Совета при нем был создан собственный аппарат. Кроме того, в состав Совета вошли председатель Верховного суда, генеральный прокурор, министр юстиции, председатель Агентства по делам государственной службы, председатели соответствующих постоянных комиссий Мажилиса и Сената, адвокат и учёный-правовед.

## Председатели
1. Оналсын Исламулы Жумабеков (2008—2012)
2. Талгат Советбекулы Донаков (2012—2013)
3. Бектас Абдиханулы Бекназаров (2013—2014)
4. Рашид Толеутайулы Тусипбеков (2014—2015)
5. Анатолий Сергеевич Смолин (2015—2018)
6. Талгат Советбекулы Донаков (2018—2021)
7. Денис Алексеевич Шипп (2021—2024)
8. Дмитрий Михайлович Малахов (с 2024)[3]

## Состав Совета
Совет состоит из председателя и иных лиц, назначаемых президентом Республики Казахстан. Председатель назначается президентом Республики Казахстан с согласия Сената Парламента.
Председатель Верховного суда, генеральный прокурор, председатели постоянных комиссий Сената и Мажилиса Парламента являются членами Совета по занимаемым им должностям. Президент может назначать в состав Совета других лиц, в том числе учёных, юристов, иностранных экспертов, представителей юридического сообщества.

## Академия правосудия при Совете
Академия правосудия при Высшем судебном совете Республики Казахстан является высшим учебным заведением, с особым статусом, осуществляющий переподготовку, подготовку будущих судьей, повышение квалификации кадров судебной системы, а также координирует научную деятельность.